# 신전역
신전역(新田驛)은 조선민주주의인민공화국 함경북도에 위치한 함북선의 철도역이다. 